# Bolig bord

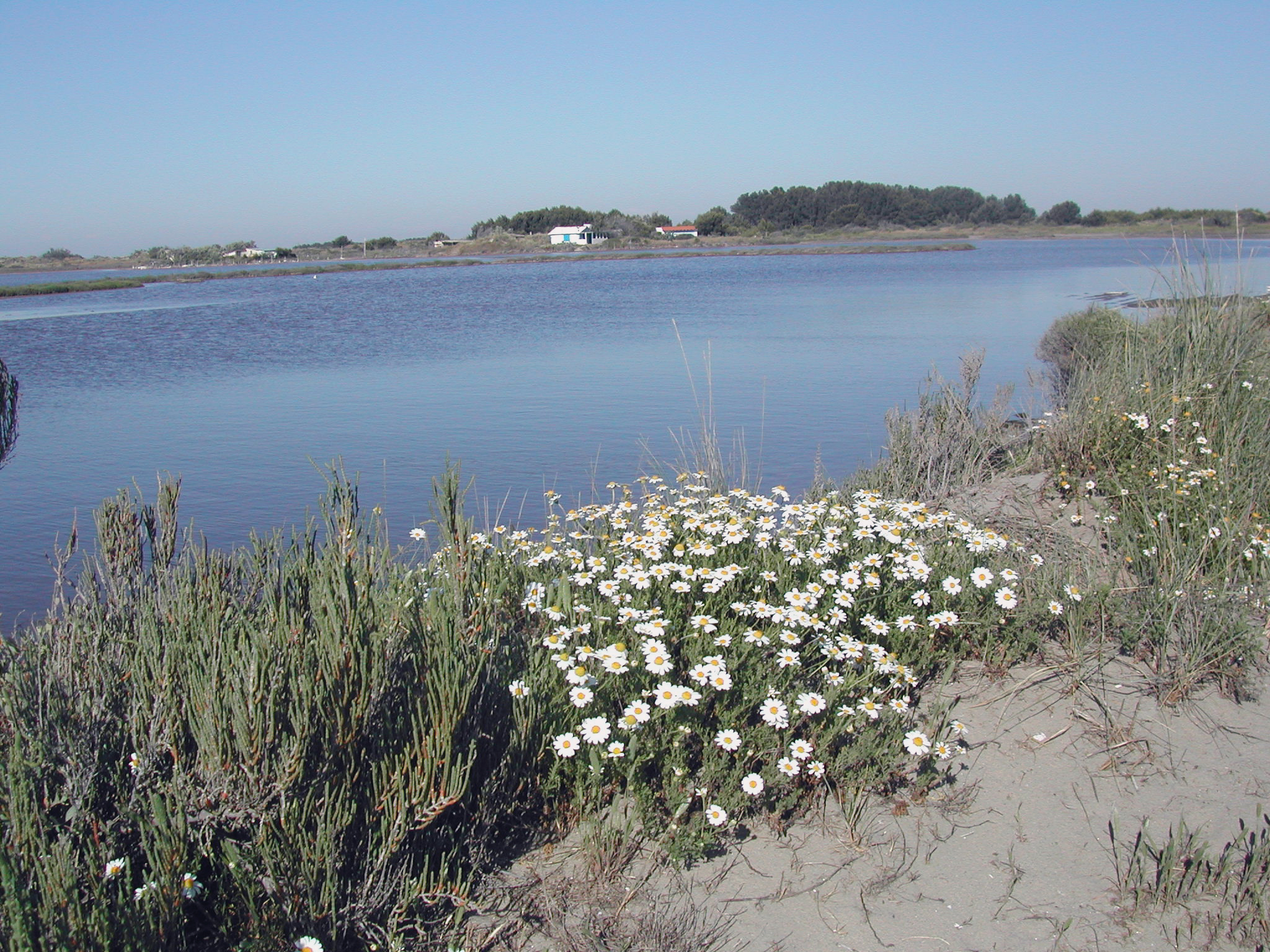
Al seu hàbitat

El bolig bord (Anthemis maritima), és una espècie de planta amb flors de la família de les asteràcies que es distribueix per la regió mediterrània central i occidental.
Addicionalment pot rebre els noms de bolig de la mar, camamil·la de les dunes, camamilla de mar, camamilla marina, camamil·la pudent i herba de Bona. També s'han recollit les variants lingüístiques bolitx bord, bolitx de la mar i camamil·la pudenta.

## Descripció
És una planta perenne que es troba a platges sorrenques i roquissars marítims. És una planta sufruticosa, és a dir, és llenyosa solament a la base, de tipus subarbustiva, pluricaules (amb moltes tiges) i aromàtica. Les fulles són pinnaticompostes, cobertes de fossetes glandulíferes. Les flors es reuneixen en capítols d'un 2-4 cm de diàmetre i la floració es dona del maig a l'agost.